# Pat Zachry
Pat Zachry (Richmond, Texas; 24 de abril de 1952-Waco, Texas; 4 de abril de 2024) fue un beisbolista estadounidense que jugó diez temporadas con cuatro equipos en la posición de pitcher, ganó la Serie Mundial de 1976 y fue a un Juego de las Estrellas.

## Carrera
Los Cincinnati Reds seleccionaron a Zachry en la ronda 19 del Draft de 1970. En sus seis años en el sistema de ligas menores tuvo un récord de 54–42 y efectividad de 3.00 con 619 ponches. En 1971 Zachry recibió la noticia de su reclutamiento para el servicio militar, pero falló el examen físico para ingresar a la U.S. Army.
En el invierno antes de iniciar la temporada de 1975, los campeones Reds cambiaron a su lanzador abridor Clay Kirby a los Montreal Expos por el tercera base Bob Bailey con el fin de incluir en la rotación de abridores a Zachry. Su debut llegó el 11 de abril de 1976, entrando como relevista para los Reds antes de formar parte de la rotación de abridores. El 28 de mayo tiró una blanqueada ante Los Angeles Dodgers y su récord pasó de 4–0 con efectividad de 1.17. Al finalizar la temporada, Zachry terminó con récord de 14–7, efectividad de 2.74 y lideró al equipo en ponches con 143 en 204 entradas. En los playoffs, Zachry ganó dos partidos en la Serie de Campeonato ante Philadelphia Phillies en el Veterans Stadium, y ganó el juego 3 de la Serie Mundial de 1976 ante New York Yankees en el Yankee Stadium.
La Big Red Machine se convirtió en el primer equipo en ganar una temporada completa desde 1969, y su segundo título de Serie Mundial. Al finalizar la temporada Zachry tuvo una operación de una hernia, y mientras estaba en recuperación fue notificado de que ganó el premio al Novato del Año junto al cerrador de los San Diego Padres Butch Metzger. Fue la primera ocasión que el premio al Novato del Año fue compartido.
La hernia, junto al hombro cansado, retrasaron los entrenamientos de primavera de Zachry de 1977, y no pudo iniciar la temporada. No lanzó hasta el quinto juego de la temporada ante Houston Astros. Permitió tres carreras en el primera entrada. En mayo Zachry tenía récord de 0–4 y efectividad de 9.85. Luego de perder 0-8 ante los New York Mets en el Shea Stadium el 7 de junio, Zachry terminaría la temporada con récord de 3-7 y efectividad de 5.04.
Tom Seaver tuvo una disputa contractual con el presidente de los Mets M. Donald Grant y pidió su cambio. El 15 de junio de 1977 los Reds cambiaron a Zachry, Doug Flynn, Steve Henderson y Dan Norman a los Mets por Seaver; Zachry era considerado la principal ficha del cambio. Zachry en 1977 tuvo marca de 7-6 con efectividad de 3.76, y fue el único lanzador abridor de los Mets que terminó con marca ganadora.
Luego de vencer a los Reds el 30 de abril, terminó el mes con marca de 3–0 y efectividad de 1.85. Lanzó un juego completo ante Los Angeles Dodgers el 7 de junio, mejoró su marca a 7–1, y Zachry sería el único miembro de los Mets en el Juego de las Estrellas en ese año, pero no jugó.
El 24 de julio los Cincinnati Reds viajaron al Shea Stadium con Pete Rose con una racha de 36 partidos pegando de hit. Zachry no permitió a Rose pagar un hit en su primer turno, pero Rose terminaría empatando a Tommy Holmes con el récord de la Liga Nacional con 37 partidos seguidos con hit luego de pegar un sencillo al jardín izquierdo en la séptima entrada. Cuatro bateadores después, Zachry sería reemplazado por Kevin Kobel. Frustrado, Zachry pateó un casco de bateo, se sentó en el dugout, y pateó una escalera. sufrió contusiones en el pie izquierdo, y salió lesionado. Se terminaría perdiendo el resto de la temporada.
En 1980 Zachry lanzó 164 2⁄3 entradas con efectividad de 3.01 como el mejor abridor de los Mets, pero su marca fue de 6–10. El 25 de julio, y el 30 de julio, Zachry tuvo dos blanqueadas consecutivas. La racha terminó en la octava entrada del siguiente partido en la derrota por 3-4 ante Montreal Expos.

### New York Mets
Antes de iniciar la temporad de 1981, Zachry firmó un contrato con los Mets de cinco años y $2 millones. Zachry blanqueó a los Chicago Cubs en Wrigley Field en el partido inaugural de 1981. Ganó sus primeras tres decisiones, pero luego perdió cinco partidos seguidos y su efectividad subió a 6.93, y los oponentes le bateaban .330. Antes de la huelga que interrumpió la temporada de 1981 su récord era de 5–7 con efectividad de 4.16. en el primer día de la huelga, la esposa de Zachry, Sharron, tuvo a su primer hijo, Joshua. Zachry terminaría la temporada con récord de 7-14 y efectividad de 4.14 ERA. Sus 14 derrotas empataron a Steve Mura de los San Diego Padres en la mayor cantidad en la Liga Nacional.
En su primer partido de la temporada de 1982, Zachry llevaba un juego sin hit hasta la octava entrada ante los Chicago Cubs. Le dio base por bola a Keith Moreland, retiró a los siguientes dos bateadores, caminó a Tye Waller, y el bateador emergente Bob Molinaro conectó un hit para romper el no hit y la blanqueada. Los Cubs anotaron cuatro carreras más en la entrada, y solo permitió una. El nuevo mánager de los Mets George Bamberger usó a Zachry como abridor y relevista en 1982. Como relevista su marca fue de 2–3 con efectividad de 2.11, y tuvo su primer salvamento el 15 de agosto ante los Cubs.
Al finalizar la temporada los Mets cambiaron a Zachry a Los Angeles Dodgers por Jorge Orta. En sus dos temporadas con los Dodgers Zachry fue relevista, exceptuando en el caso de emergencia que hubo en el doble juego ante los Mets en Shea Stadium el 30 de agosto de 1983 (mantuvo en cero a los Mets hasta que fe reemplazado en la sexta entrada). En su primera temporada con Los Angeles tuvo marca de 6–1 y efectividad de 2.49, y jugaría playoffs por primera vez desde su temporada de novato. Jugó en los partidos 3 y 4 de la Serie de Campeonato de la Liga Nacional, ambos los ganó ante Philadelphia Phillies. En sus cuatro entradas trabajadas permitió una carrera y 4 hits, además de ponchar a 2.
Para 1984 su marca fue de 5–6 con dos salvamentos y efectividad de 3.81.

### Los Angeles Dodgers
Durante el término de la temporada 1982-1983 los Mets negociaron a Zachry con Los Angeles Dodgers por el mexicano Jorge Orta. En sus tos temporadas con los Dodgers, Zachry pitcheo exclusivamente como relevista, excepto por necesidades del equipo, inicipó el segundo juego de un doble compromiso contra los Mets en el Shea Stadium ell 30 de agosto de 1983 (lanzó a su antiguo equipo por seis entradas antes de irse al bullpen). Terminó su primera temporada en Los Angeles con un récord de 9-1 y un porcentaje de carreras limpias de 2.49 y regresó a la postemporada por primera vez desde su temporada de novato del año. Aparercipó en el tercer y cuarto juego de la Serie de Campeonato de la Liga Nacional ambos ganados por los Philadelphia Phillies con marcador final de 7-2. En cuatro entradas lanzadas recibipo una carrera y cuatro hits, ponchando a dos bateadores.
Para la temporada de 1984, tuvo récord de5-6 con una porcentaje de carreras limpias de 3.81

### Philadelphia Phillies
Antes de la temporada de 1985, los Dodgers negociaron a Zachry a los Phillies por el primera base Al Oliver. Con Kent Tekulve y Don Carman en el bullpen, Zachry tuvo un papel muy limitado con los Phillies. Después de diez apariciones (muchas perdidas) Zachry fue liberado por los Phillies en junio de 1985 sin decisión y con una porcentaje de carreras limpias de 4.26. Con Kent Tekulve y Don Carman en el bullpen, el rol de Zachry fue limitado. Luego de 10 partidos (la mayoría en derrotas), Zachry fue liberado por los Phillies en junio de 1985 sin decisiones y efectividad de 4.26.

## Tras el retiro

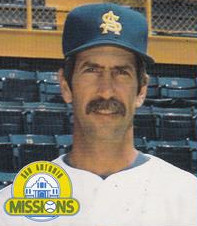
Zachry dirigiendo a los San Antonio Missions en 1988.

A nivel de béisbol invernal jugó para los Tigres de Aragua en Venezuela. Sin opciones de jugar para otro equipo, Zachry se retiró y pasó a dirigir, trabajó con los Dodgers para los Vero Beach Dodgers y los San Antonio Missions. En 1989 jugaría en la Senior Professional Baseball Association. Trabajó en un libro para Peter Golenbock sobre la liga.
El 21 de noviembre de 2016 Zachry fue herido y su esposa muerta en un accidente de tráfico en la Interestatal 35 en Texas.
El compañero de equipo de Zachry, Johnny Bench, reportó que Zachry murió el 4 de abril de 2024 a los 71 años. De acuerdo a los Mets, Zachry murió en Waco tras una enfermedad.